# بير هولمستورم
بير هولمستورم (13 فبراير 1901 – 27 يناير 1982) هو سبّاح سويدي راحل، مثّل بلاده في الألعاب الأولمبية الصيفية 1920.

## روابط خارجية
بير هولمستورم على موقع اللجنة الأولمبية الدولية (الإنجليزية)
- بير هولمستورم على موقع أوليمبيديا (الإنجليزية)
- بير هولمستورم على موقع اللجنة الأولمبية السويدية (السويدية)